# Proformica kosswigi
Proformica kosswigi är en myrart som först beskrevs av Horace Donisthorpe 1950.  Proformica kosswigi ingår i släktet Proformica och familjen myror. Inga underarter finns listade i Catalogue of Life.